# Antisect
Antisect ist eine 1982 in Daventry gegründete Punkband, die den Genres Anarcho-, Hardcore- und Crust Punk zuzurechnen ist. Die Gruppe beschäftigt sich mit Themen wie Tierrechten und sozialer Gerechtigkeit.

## Geschichte
Antisect wurden 1982 von Pete Boyce (Gesang), Pete Lyons (Gitarre, Gesang), Renusze Rokicki (Bass) und Pete Paluskiewicz (Schlagzeug) gegründet. Die Band lebte teilweise als Hausbesetzer oder auf der Straße. Schon bald wurde die Band von dem von der Anarcho-Punk-Band Flux of Pink Indians gegründeten Label Spiderleg Records unter Vertrag genommen. Antisect veröffentlichten ihr erstes Album, In Darkness There Is No Choice, 1983. Es konnte in den britischen Indie-Charts den 20. Platz erreichen und wird heute als Punk-Klassiker gerechnet.
Die 1985 erschienene EP Out from the Void erreichte den zweiten Platz in den Charts und wird neben Arise! von Amebix als der Startpunkt des Crust-Punks gesehen. Obwohl die Band bereits mit den Aufnahmen für ihr zweites Album, Welcome to the New Dark Ages, begonnen hatte, wurde es nie fertiggestellt. Einige der Songs wurden jedoch in die Livealben Peace Is Better Than a Place in History und Leeds 02.04.86 inkludiert. 1987 trennte sich die Gruppe nach fünfjähriger Existenz.
2011 wurde die Wiedervereinigung Antisects auf der Bandwebsite angekündigt sowie das neue Line-up, bestehend aus Tim Andrews (Gesang), Pete Lyons (Gitarre, Gesang), Laurence Windle (Bass) und Joe Burwood (Schlagzeug) vorgestellt. Die Band tourte unter anderem durch Großbritannien, die USA und Europa. Außerdem wurde 2011 eine neue Single, Minutes Past Midnight / Out from the Void (Part 2) veröffentlicht. Im selben Jahr wurde das Debütalbum In Darkness There Is No Choice auf Anti Society Records wiederveröffentlicht.

## Galerie

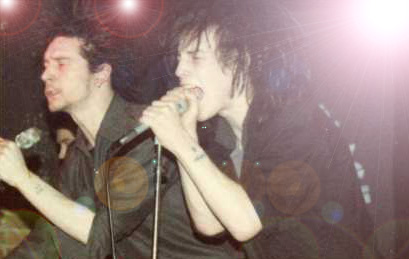
Live im Jahr 1984
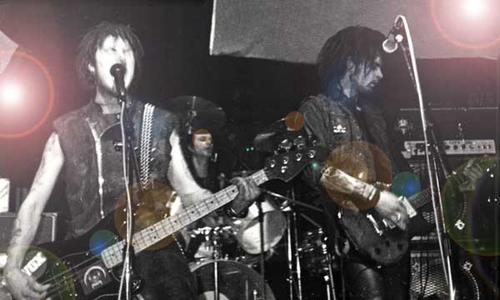
Live im Jahr 1985
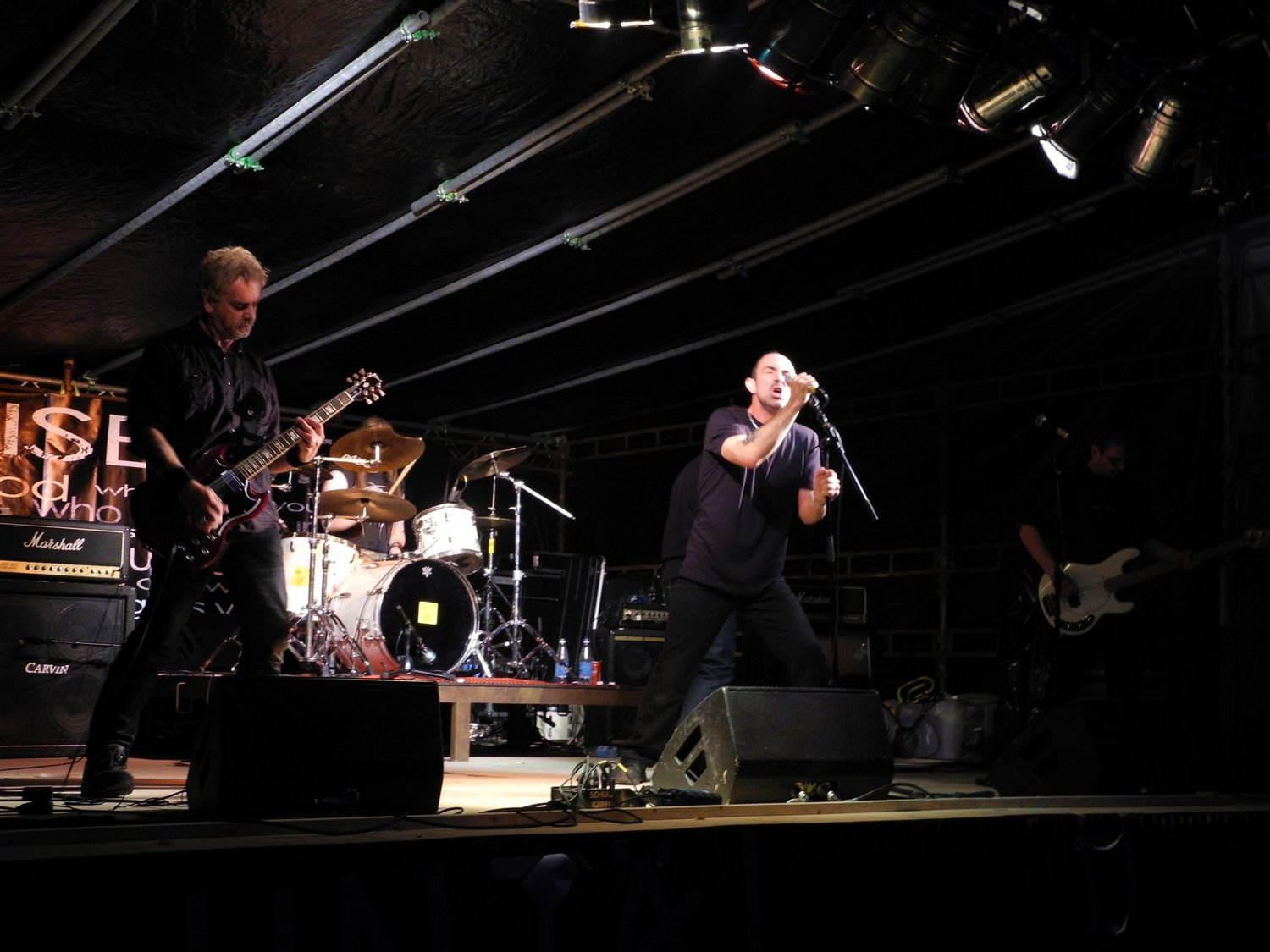
Live im Jahr 2011

## Diskografie
- 1983: In Darkness There Is No Choice (Studioalbum)
- 1985: Out from the Void (EP)
- 1991: Hallo There How's Life (Livealbum)
- 1993: Peace Is Better Than a Place in History (Livealbum)
- 2010: Leeds 02.04.86 (Livealbum)
- 2011: 4 Minutes Past Midnight / Out from the Void (Part 2) (Single)
- 2011: In Darkness There Is No Choice (Wiederveröffentlichung auf Anti Society Records)